# Томас Мюллер
То́мас Мю́ллер (нім. Thomas Müller, [ˈtoːmas ˈmʏlɐ]; нар. 13 вересня 1989, Вайльгайм) — німецький футболіст, нападник канадського клубу «Ванкувер Вайткепс».

## Клубна кар'єра
Вихованець академії мюнхенської «Баварії», в якій займався з 11 років. З 2007 року два сезони захищав кольори «Баварія II» у Регіоналлізі.
За головну команду мюнхенського клубу у Бундеслізі Томас дебютував 15 серпня 2008 року в матчі проти «Гамбурга», вийшовши на 80-й хвилині замість Мирослава Клозе.
Через рік Томасу вдалося оформити свій перший дубль у бундеслізі в матчі з дортмундською «Боруссією», а через три дні повторив свій результат вже в Лізі чемпіонів, забивши м'ячі у ворота «Маккабі» з Хайфи. Вже у своєму першому повноцінному сезоні в Бундеслізі (2009/10) зміг закріпитися в основі «Баварії», незважаючи навіть на повернення на поле таких конкурентів як Франк Рібері і Ар'єн Роббен. Після зимової паузи Томас взяв участь у всіх матчах «Баварії».
Став основним гравцем атакувальної ланки «Баварії» на багато років. За свої перші десять сезонів виступів за команду (2008—2018) взяв участь у 440 матчах в усіх турнірах, включаючи 286 ігор Бундесліги, в яких 175 разів відзначався забитими голами (104 м'ячі у Бундеслізі).

## Збірна
Грав за юнацькі та молодіжні збірні Німеччини різних вікових категорій.
У березні 2010 року 20-річний гравець дебютував в іграх національної збірної Німеччини. А вже за декілька місяців, маючи в активі лише два офіційні матчі у складі національної команди, не лише був включений до її заявки на Чемпіонат світу 2010 року в ПАР, але й відразу ж був включений до стартового складу на першу гру турніру проти збірної Австралії, що завершилася перемогою бундестіма 4:0 і в якій Мюллер відзначився своїм дебютним голом за «бундестім». Після такого старту залишався гравцем стартового складу своєї збірної в усіх подальших матчах турніру, який для німців завершився перемогою у грі за третє місце. Всього на цьому чемпіонаті світу він, як і троє інших гравців, забив 5 голів, але був визнаний найкращим бомбардиром чемпіонату за додатковими показниками.
На Євро-2012 вже їхав як головна надія збірної Німеччини у нападі. Однак, взявши участь в усіх п'яти матчах німців на турнірі, Мюллер не зміг жодного разу засмутити воротарів команд-суперниць. Для його команди турнір завершився поразкою у півфіналі від Італії.
Але вже за два роки, на Чемпіонаті світу 2014 у Бразилії у першому ж для німців матчі групового етапу підтвердив свої бомбардирські амбіції, забивши три м'ячі у ворота збірної Португалії та ставши таким чином автором першого хет-трика на турнірі. В останній грі групового етапу проти збірної США забив свій четвертий гол на турнірі, який виявився у тій грі єдиним і, відповідно, переможним для німців. На 11-й хвилині півфінального матчу проти Бразилії відкрив рахунок зустрічі, поклавши початок розгрому господарів турніру з остаточним рахунком 7:1. Згодом повністю відіграв й фінальну гру проти аргентинців, в якій відзначитися не зміг, а його команда здобула четвертий у своїй історії титул чемпіонів світу. Загалом, як й на попередньому мундіалі, забив п'ять голів, проте цього разу цього виявилося недостатньо для здобуття «Золотого бутса», оскільки колумбієць Хамес Родрігес зумів відзначитися шість разів по ходу турніру.
На чемпіонаті Європи 2016 року, як і чотирма роками раніше, був основним гравцем команди протягом усієї турнірної дистанції, проте так й не зумів відкрити рахунок своїм голам у фінальних частинах континентальної першості. Німці ж знову не змогли подолати стадію півфіналів, цього разу поступившись збірній Франції.
4 червня 2018 року був включений до заявки національної команди для участі у своїй третій світовій першості — тогорічному чемпіонаті світу в Росії.
У 2024 році Томас Мюллер завершив кар'єру в збірній Німеччини після її вильоту з Євро 2024.

## Статистика виступів

### Статистика клубних виступів
Станом на 19 грудня 2020 року
| Сезон                  | Команда                | Чемпіонат              | Чемпіонат | Чемпіонат | Національний кубок | Національний кубок | Національний кубок | Континентальні кубки | Континентальні кубки | Континентальні кубки | Інші змагання | Інші змагання | Інші змагання | Усього | Усього |
| Сезон                  | Команда                | Ліга                   | Ігор      | Голів     | Ліга               | Ігор               | Голів              | Ліга                 | Ігор                 | Голів                | Ліга          | Ігор          | Голів         | Ігор   | Голів  |
| ---------------------- | ---------------------- | ---------------------- | --------- | --------- | ------------------ | ------------------ | ------------------ | -------------------- | -------------------- | -------------------- | ------------- | ------------- | ------------- | ------ | ------ |
| 2007–08                | «Баварія II»           | Регіоналліга           | 3         | 1         | -                  | -                  | -                  | -                    | -                    | -                    | -             | -             | -             | 3      | 1      |
| 2008–09                | «Баварія II»           | Регіоналліга           | 32        | 15        | -                  | -                  | -                  | -                    | -                    | -                    | -             | -             | -             | 32     | 15     |
| Усього за «Баварія II» | Усього за «Баварія II» | Усього за «Баварія II» | 35        | 16        |                    | -                  | -                  |                      | -                    | -                    |               | -             | -             | 35     | 16     |
| 2008–09                | «Баварія»              | БЛ                     | 4         | 0         | КН                 | 0                  | 0                  | ЛЧ                   | 1                    | 1                    | -             | -             | -             | 5      | 1      |
| 2009–10                | «Баварія»              | БЛ                     | 34        | 13        | КН                 | 6                  | 4                  | ЛЧ                   | 12                   | 2                    | -             | -             | -             | 52     | 19     |
| 2010–11                | «Баварія»              | БЛ                     | 34        | 12        | КН                 | 5                  | 3                  | ЛЧ                   | 8                    | 3                    | СН            | 1             | 1             | 48     | 19     |
| 2011–12                | «Баварія»              | БЛ                     | 34        | 7         | КН                 | 5                  | 2                  | ЛЧ                   | 14                   | 2                    | -             | -             | -             | 53     | 11     |
| 2012–13                | «Баварія»              | БЛ                     | 28        | 13        | КН                 | 5                  | 1                  | ЛЧ                   | 13                   | 8                    | СН            | 1             | 1             | 47     | 23     |
| 2013–14                | «Баварія»              | БЛ                     | 31        | 13        | КН                 | 5                  | 8                  | ЛЧ                   | 12                   | 5                    | СН+СУ+КЧС     | 1+1+1         | 0+0+0         | 51     | 26     |
| 2014–15                | «Баварія»              | БЛ                     | 32        | 13        | КН                 | 5                  | 1                  | ЛЧ                   | 10                   | 7                    | СН            | 1             | 0             | 48     | 21     |
| 2015–16                | «Баварія»              | БЛ                     | 31        | 20        | КН                 | 5                  | 4                  | ЛЧ                   | 12                   | 8                    | СН            | 1             | 0             | 49     | 32     |
| 2016–17                | «Баварія»              | БЛ                     | 29        | 5         | КН                 | 3                  | 0                  | ЛЧ                   | 9                    | 3                    | СН            | 1             | 1             | 42     | 9      |
| 2017–18                | «Баварія»              | БЛ                     | 29        | 8         | КН                 | 5                  | 4                  | ЛЧ                   | 10                   | 3                    | СН            | 1             | 0             | 45     | 15     |
| 2018–19                | «Баварія»              | БЛ                     | 32        | 6         | КН                 | 6                  | 3                  | ЛЧ                   | 6                    | 0                    | СН            | 1             | 0             | 45     | 9      |
| 2019–20                | «Баварія»              | БЛ                     | 33        | 8         | КН                 | 6                  | 2                  | ЛЧ                   | 10                   | 4                    | СН            | 1             | 0             | 50     | 14     |
| 2020–21                | «Баварія»              | БЛ                     | 13        | 6         | КН                 | 1                  | 1                  | ЛЧ                   | 6                    | 1                    | СН+СУ         | 2             | 1             | 22     | 9      |
| Усього за «Баварію»    | Усього за «Баварію»    | Усього за «Баварію»    | 364       | 124       |                    | 57                 | 33                 |                      | 123                  | 47                   |               | 13            | 4             | 557    | 208    |
| Усього за кар'єру      | Усього за кар'єру      | Усього за кар'єру      | 399       | 139       |                    | 57                 | 33                 |                      | 123                  | 47                   |               | 13            | 4             | 592    | 224    |

### Статистика виступів за збірну
Станом на 26 вересня 2022 року
| Дата       | Місто              | Господарі          | Результат               | Гості                | Турнір                               | Голи | Примітки |
| ---------- | ------------------ | ------------------ | ----------------------- | -------------------- | ------------------------------------ | ---- | -------- |
| 3-3-2010   | Мюнхен             | Німеччина          | 0 – 1                   | Аргентина            | товариський матч                     | -    | 67'      |
| 3-6-2010   | Франкфурт-на-Майні | Німеччина          | 3 – 1                   | Боснія і Герцеговина | товариський матч                     | -    | 46'      |
| 13-6-2010  | Дурбан             | Німеччина          | 4 – 0                   | Австралія            | ЧС 2010 - 1-й етап                   | 1    |          |
| 18-6-2010  | Порт-Елізабет      | Німеччина          | 0 – 1                   | Сербія               | ЧС 2010 - 1-й етап                   | -    | 70'      |
| 23-6-2010  | Йоганнесбург       | Гана               | 0 – 1                   | Німеччина            | ЧС 2010 - 1-й етап                   | -    | 43', 68' |
| 27-6-2010  | Блумфонтейн        | Німеччина          | 4 – 1                   | Англія               | ЧС 2010 - 1/8 фіналу                 | 2    | 72'      |
| 3-7-2010   | Кейптаун           | Аргентина          | 0 – 4                   | Німеччина            | ЧС 2010 - чвертьфінал                | 1    | 35', 84' |
| 10-7-2010  | Порт-Елізабет      | Уругвай            | 2 – 3                   | Німеччина            | ЧС 2010 - матч за 3-тє місце         | 1    |          |
| 3-9-2010   | Брюссель           | Бельгія            | 0 – 1                   | Німеччина            | Відбір до ЧЄ 2012                    | -    |          |
| 7-9-2010   | Кельн              | Німеччина          | 6 – 1                   | Азербайджан          | Відбір до ЧЄ 2012                    | -    | 62'      |
| 8-10-2010  | Берлін             | Німеччина          | 3 – 0                   | Туреччина            | Відбір до ЧЄ 2012                    | -    |          |
| 12-10-2010 | Астана             | Казахстан          | 0 – 3                   | Німеччина            | Відбір до ЧЄ 2012                    | -    | 71'      |
| 9-2-2011   | Дортмунд           | Німеччина          | 1 – 1                   | Італія               | товариський матч                     | -    | 46'      |
| 26-3-2011  | Кайзерслаутерн     | Німеччина          | 4 – 0                   | Казахстан            | Відбір до ЧЄ 2012                    | 2    | 78'      |
| 29-3-2011  | Менхенгладбах      | Німеччина          | 1 – 2                   | Австралія            | товариський матч                     | -    | 65'      |
| 29-5-2011  | Зінсгайм           | Німеччина          | 2 – 1                   | Уругвай              | товариський матч                     | -    | 79'      |
| 3-6-2011   | Відень             | Австрія            | 1 – 2                   | Німеччина            | Відбір до ЧЄ 2012                    | -    |          |
| 7-6-2011   | Баку               | Азербайджан        | 1 – 3                   | Німеччина            | Відбір до ЧЄ 2012                    | -    | 88'      |
| 10-8-2011  | Штутгарт           | Німеччина          | 3 – 2                   | Бразилія             | товариський матч                     | -    |          |
| 2-9-2011   | Гельзенкірхен      | Німеччина          | 6 – 2                   | Австрія              | Відбір до ЧЄ 2012                    | -    |          |
| 6-9-2011   | Гданськ            | Польща             | 2 – 2                   | Німеччина            | товариський матч                     | -    | 61'      |
| 7-10-2011  | Стамбул            | Туреччина          | 1 – 3                   | Німеччина            | Відбір до ЧЄ 2012                    | 1    |          |
| 11-10-2011 | Дортмунд           | Німеччина          | 3 – 1                   | Бельгія              | Відбір до ЧЄ 2012                    | -    | 71'      |
| 11-11-2011 | Київ               | Україна            | 3 – 3                   | Німеччина            | товариський матч                     | 1    | 65'      |
| 15-11-2011 | Гамбург            | Німеччина          | 3 – 0                   | Нідерланди           | товариський матч                     | 1    |          |
| 29-2-2012  | Бремен             | Німеччина          | 1 – 2                   | Франція              | товариський матч                     | -    | 45'      |
| 31-5-2012  | Лейпциг            | Німеччина          | 2 – 0                   | Ізраїль              | товариський матч                     | -    | 82'      |
| 9-6-2012   | Львів              | Німеччина          | 1 – 0                   | Португалія           | ЧЄ 2012 - 1-й етап                   | -    | 90+4'    |
| 13-6-2012  | Харків             | Нідерланди         | 1 – 2                   | Німеччина            | ЧЄ 2012 - 1-й етап                   | -    | 90+2'    |
| 17-6-2012  | Львів              | Данія              | 1 – 2                   | Німеччина            | ЧЄ 2012 - 1-й етап                   | -    | 84'      |
| 22-6-2012  | Гданськ            | Німеччина          | 4 – 2                   | Греція               | ЧЄ 2012 - чвертьфінал                | -    | 67'      |
| 28-6-2012  | Варшава            | Німеччина          | 1 – 2                   | Італія               | ЧЄ 2012 - півфінал                   | -    | 71'      |
| 15-8-2012  | Франкфурт-на-Майні | Німеччина          | 1 – 3                   | Аргентина            | товариський матч                     | -    | 32'      |
| 7-9-2012   | Ганновер           | Німеччина          | 3 – 0                   | Фарерські острови    | Відбір до ЧС 2014                    | -    | 68'      |
| 11-9-2012  | Відень             | Австрія            | 1 – 2                   | Німеччина            | Відбір до ЧС 2014                    | -    |          |
| 12-10-2012 | Дублін             | Ірландія           | 1 – 6                   | Німеччина            | Відбір до ЧС 2014                    | -    |          |
| 16-10-2012 | Берлін             | Німеччина          | 4 – 4                   | Швеція               | Відбір до ЧС 2014                    | -    | 67'      |
| 14-11-2012 | Амстердам          | Нідерланди         | 0 – 0                   | Німеччина            | товариський матч                     | -    | 84'      |
| 6-2-2013   | Сен-Дені           | Франція            | 1 – 2                   | Німеччина            | товариський матч                     | 1    | 89'      |
| 22-3-2013  | Астана             | Казахстан          | 0 – 3                   | Німеччина            | Відбір до ЧС 2014                    | 2    | 82'      |
| 26-3-2013  | Нюрнберг           | Німеччина          | 4 – 1                   | Казахстан            | Відбір до ЧС 2014                    | -    |          |
| 14-8-2013  | Кайзерслаутерн     | Німеччина          | 3 – 3                   | Парагвай             | товариський матч                     | 1    | 81'      |
| 6-9-2013   | Мюнхен             | Німеччина          | 3 – 0                   | Австрія              | Відбір до ЧС 2014                    | 1    |          |
| 10-9-2013  | Торсгавн           | Фарерські острови  | 0 – 3                   | Німеччина            | Відбір до ЧС 2014                    | 1    | 84'      |
| 11-10-2013 | Кельн              | Німеччина          | 3 – 0                   | Ірландія             | Відбір до ЧС 2014                    | -    | 88'      |
| 15-10-2013 | Стокгольм          | Швеція             | 3 – 5                   | Німеччина            | Відбір до ЧС 2014                    | -    | 46'      |
| 15-11-2013 | Мілан              | Італія             | 1 – 1                   | Німеччина            | товариський матч                     | -    | 87'      |
| 1-6-2014   | Менхенгладбах      | Німеччина          | 2 – 2                   | Камерун              | товариський матч                     | 1    |          |
| 6-6-2014   | Майнц              | Німеччина          | 6 – 1                   | Вірменія             | товариський матч                     | -    | 67'      |
| 16-6-2014  | Сальвадор          | Німеччина          | 4 – 0                   | Португалія           | ЧС 2014 - 1-й етап                   | 3    | 82'      |
| 21-6-2014  | Форталеза          | Німеччина          | 2 – 2                   | Гана                 | ЧС 2014 - 1-й етап                   | -    |          |
| 26-6-2014  | Ресіфі             | США                | 0 – 1                   | Німеччина            | ЧС 2014 - 1-й етап                   | 1    |          |
| 30-6-2014  | Порту-Алегрі       | Німеччина          | 2 – 1 д.ч.              | Алжир                | ЧС 2014 - 1/8 фіналу                 | -    |          |
| 4-7-2014   | Ріо-де-Жанейро     | Франція            | 0 – 1                   | Німеччина            | ЧС 2014 - чвертьфінал                | -    |          |
| 8-7-2014   | Белу-Оризонті      | Бразилія           | 1 – 7                   | Німеччина            | ЧС 2014 - півфінал                   | 1    |          |
| 13-7-2014  | Ріо-де-Жанейро     | Німеччина          | 1 – 0 д.ч.              | Аргентина            | ЧС 2014 - Фінал                      | -    |          |
| 3-9-2014   | Дюссельдорф        | Німеччина          | 2 – 4                   | Аргентина            | товариський матч                     | -    | 57'      |
| 7-9-2014   | Дортмунд           | Німеччина          | 2 – 1                   | Шотландія            | Відбір до ЧЄ 2016                    | 2    | 90+5'    |
| 11-10-2014 | Варшава            | Польща             | 2 – 0                   | Німеччина            | Відбір до ЧЄ 2016                    | -    |          |
| 14-10-2014 | Гельзенкірхен      | Німеччина          | 1 – 1                   | Ірландія             | Відбір до ЧЄ 2016                    | -    |          |
| 14-11-2014 | Нюрнберг           | Німеччина          | 4 – 0                   | Гібралтар            | Відбір до ЧЄ 2016                    | 2    |          |
| 18-11-2014 | Віго               | Іспанія            | 0 – 1                   | Німеччина            | товариський матч                     | -    | 22'      |
| 29-3-2015  | Тбілісі            | Грузія             | 0 – 2                   | Німеччина            | Відбір до ЧЄ 2016                    | 1    |          |
| 4-9-2015   | Франкфурт-на-Майні | Німеччина          | 3 – 1                   | Польща               | Відбір до ЧЄ 2016                    | 1    |          |
| 7-9-2015   | Глазго             | Шотландія          | 2 – 3                   | Німеччина            | Відбір до ЧЄ 2016                    | 2    |          |
| 8-10-2015  | Дублін             | Ірландія           | 1 – 0                   | Німеччина            | Відбір до ЧЄ 2016                    | -    |          |
| 11-10-2015 | Лейпциг            | Німеччина          | 2 – 1                   | Грузія               | Відбір до ЧЄ 2016                    | 1    |          |
| 13-11-2015 | Париж              | Франція            | 2 – 0                   | Німеччина            | товариський матч                     | -    |          |
| 26-3-2016  | Берлін             | Німеччина          | 2 – 3                   | Англія               | товариський матч                     | -    | 75'      |
| 29-3-2016  | Мюнхен             | Німеччина          | 4 – 1                   | Італія               | товариський матч                     | -    | кап. 68' |
| 4-6-2016   | Гельзенкірхен      | Німеччина          | 2 – 0                   | Угорщина             | товариський матч                     | 1    | 73'      |
| 12-6-2016  | Лілль              | Німеччина          | 2 – 0                   | Україна              | ЧЄ 2016 - 1-й етап                   | -    |          |
| 16-6-2016  | Сен-Дені           | Німеччина          | 0 – 0                   | Польща               | ЧЄ 2016 - 1-й етап                   | -    |          |
| 21-6-2016  | Париж              | Північна Ірландія  | 0 – 1                   | Німеччина            | ЧЄ 2016 - 1-й етап                   | -    |          |
| 26-6-2016  | Лілль              | Німеччина          | 3 – 0                   | Словаччина           | ЧЄ 2016 - 1/8 фіналу                 | -    |          |
| 2-7-2016   | Бордо              | Німеччина          | 1 – 1 д.ч. (6 - 5 п.п.) | Італія               | ЧЄ 2016 - чвертьфінал                | -    |          |
| 7-7-2016   | Марсель            | Німеччина          | 0 – 2                   | Франція              | ЧЄ 2016 - півфінал                   | -    |          |
| 31-8-2016  | Менхенгладбах      | Німеччина          | 2 – 0                   | Фінляндія            | товариський матч                     | -    | 78'      |
| 4-9-2016   | Осло               | Норвегія           | 0 – 3                   | Німеччина            | Відбір до ЧС 2018                    | 2    |          |
| 8-10-2016  | Гамбург            | Німеччина          | 3 – 0                   | Чехія                | Відбір до ЧС 2018                    | 2    |          |
| 11-10-2016 | Ганновер           | Німеччина          | 2 – 0                   | Північна Ірландія    | Відбір до ЧС 2018                    | -    |          |
| 11-11-2016 | Сан-Марино         | Сан-Марино         | 0 – 8                   | Німеччина            | Відбір до ЧС 2018                    | -    | кап.     |
| 15-11-2016 | Мілан              | Італія             | 0 – 0                   | Німеччина            | товариський матч                     | -    | кап. 60' |
| 22-3-2017  | Дортмунд           | Німеччина          | 1 – 0                   | Англія               | товариський матч                     | -    |          |
| 26-3-2017  | Баку               | Азербайджан        | 1 – 4                   | Німеччина            | Відбір до ЧС 2018                    | 1    |          |
| 1-9-2017   | Прага              | Чехія              | 1 – 2                   | Німеччина            | Відбір до ЧС 2018                    | -    | кап.     |
| 4-9-2017   | Штутгарт           | Німеччина          | 6 – 0                   | Норвегія             | Відбір до ЧС 2018                    | -    | кап. 46' |
| 5-10-2017  | Белфаст            | Північна Ірландія  | 1 – 3                   | Німеччина            | Відбір до ЧС 2018                    | -    | кап. 83' |
| 8-10-2017  | Кайзерслаутерн     | Німеччина          | 5 – 1                   | Азербайджан          | Відбір до ЧС 2018                    | -    | кап. 70' |
| 23-3-2018  | Дюссельдорф        | Німеччина          | 1 – 1                   | Іспанія              | товариський матч                     | 1    | 53'      |
| 8-6-2018   | Леверкузен         | Німеччина          | 2 – 1                   | Саудівська Аравія    | товариський матч                     | -    | 74'      |
| 17-6-2018  | Москва             | Німеччина          | 0 – 1                   | Мексика              | ЧС 2018 - 1-й етап                   | -    | 83'      |
| 23-6-2018  | Сочі               | Німеччина          | 2 – 1                   | Швеція               | ЧС 2018 - 1-й етап                   | -    |          |
| 27-6-2018  | Казань             | Південна Корея     | 2 – 0                   | Німеччина            | ЧС 2018 - 1-й етап                   | -    | 63'      |
| 6-9-2018   | Мюнхен             | Німеччина          | 0 – 0                   | Франція              | Ліга націй УЄФА 2018—2019 - 1-й етап | -    |          |
| 9-9-2018   | Зінсгайм           | Німеччина          | 2 – 1                   | Перу                 | товариський матч                     | -    | 84'      |
| 13-10-2018 | Амстердам          | Нідерланди         | 3 – 0                   | Німеччина            | Ліга націй УЄФА 2018—2019 - 1-й етап | -    | 57'      |
| 16-10-2018 | Сен-Дені           | Франція            | 2 – 1                   | Німеччина            | Ліга націй УЄФА 2018—2019 - 1-й етап | -    | 88'      |
| 15-11-2018 | Лейпциг            | Німеччина          | 3 – 0                   | Росія                | товариський матч                     | -    | 73'      |
| 19-11-2018 | Гельзенкірхен      | Німеччина          | 2 – 2                   | Нідерланди           | Ліга націй УЄФА 2018—2019 - 1-й етап | -    | 67'      |
| 2-6-2021   | Інсбрук            | Німеччина          | 1 – 1                   | Данія                | товариський матч                     | -    |          |
| 7-6-2021   | Дюссельдорф        | Німеччина          | 7 – 1                   | Латвія               | товариський матч                     | 1    | 76'      |
| 15-6-2021  | Мюнхен             | Франція            | 1 – 0                   | Німеччина            | ЧЄ 2020 - 1-й етап                   | -    |          |
| 19-6-2021  | Мюнхен             | Португалія         | 2 – 4                   | Німеччина            | ЧЄ 2020 - 1-й етап                   | -    |          |
| 23-6-2021  | Мюнхен             | Німеччина          | 2 – 2                   | Угорщина             | ЧЄ 2020 - 1-й етап                   | -    | 68'      |
| 29-6-2021  | Лондон             | Англія             | 2 – 0                   | Німеччина            | ЧЄ 2020 - 1/8 фіналу                 | -    | 90+2'    |
| 8-10-2021  | Гамбург            | Німеччина          | 2 – 1                   | Румунія              | Відбір до ЧС 2022                    | 1    | 67'      |
| 11-10-2021 | Скоп'є             | Північна Македонія | 0 – 4                   | Німеччина            | Відбір до ЧС 2022                    | -    | 80'      |
| 11-11-2021 | Вольфсбург         | Німеччина          | 9 – 0                   | Ліхтенштейн          | Відбір до ЧС 2022                    | 2    |          |
| 14-11-2021 | Єреван             | Вірменія           | 1 – 4                   | Німеччина            | Відбір до ЧС 2022                    | -    | кап. 60' |
| 26-3-2022  | Зінсгайм           | Німеччина          | 2 – 0                   | Ізраїль              | товариський матч                     | -    | 46'      |
| 29-3-2022  | Амстердам          | Нідерланди         | 1 – 1                   | Німеччина            | товариський матч                     | 1    |          |
| 4-6-2022   | Болонья            | Італія             | 1 – 1                   | Німеччина            | Ліга націй УЄФА 2022—2023 - 1-й етап | -    | 65'      |
| 7-6-2022   | Мюнхен             | Німеччина          | 1 – 1                   | Англія               | Ліга націй УЄФА 2022—2023 - 1-й етап | -    | 75'      |
| 11-6-2022  | Будапешт           | Угорщина           | 1 – 1                   | Німеччина            | Ліга націй УЄФА 2022—2023 - 1-й етап | -    | 78'      |
| 15-6-2022  | Менхенгладбах      | Німеччина          | 5 – 2                   | Італія               | Ліга націй УЄФА 2022—2023 - 1-й етап | 1    | 75'      |
| 23-9-2022  | Лейпциг            | Німеччина          | 0 – 1                   | Угорщина             | Ліга націй УЄФА 2022—2023 - 1-й етап | -    | кап. 85' |
| 26-9-2022  | Лондон             | Англія             | 3 – 3                   | Німеччина            | Ліга націй УЄФА 2022—2023 - 1-й етап | -    | 79'      |
| Усього     |                    | Матчів (5 місце)   | 118                     |                      | Голів (7 місце)                      | 44   |          |

## Досягнення

### Командні

#### Клубні
«Баварія»
- Чемпіон Німеччини: 2009-10, 2012-13, 2013-14, 2014-15, 2015-16, 2016–17, 2017-18, 2018-19, 2019-20, 2020-21, 2021-22, 2022-23, 2024-25
- Віце-чемпіон Німеччини: 2008-09, 2011-12.
- 3-є місце в чемпіонаті Німеччини: 2010-11.
- Володар кубка Німеччини: 2009-10, 2012-13, 2013-14, 2015-16, 2018-19, 2019-20.
- Фіналіст кубка Німеччини: 2011-12.
- Володар Суперкубка Німеччини: 2010, 2012, 2016, 2017, 2018, 2020, 2021, 2022
- Переможець Ліги чемпіонів УЄФА: 2012-13, 2019-20.
- Фіналіст Ліги чемпіонів УЄФА: 2009-10, 2011-12.
- Переможець Суперкубка УЄФА: 2013, 2020
- Переможець Клубного чемпіонату світу з футболу: 2013, 2020.
- Загалом: 33 трофеї

#### Міжнародні
Збірна Німеччини
- Чемпіон світу: 2014
- Бронзовий призер чемпіонату світу: 2010.
- Бронзовий призер чемпіонату Європи: 2012, 2016.
- Загалом: 1 трофей

### Індивідуальні
- Володар «Золотого бутса» чемпіонату світу: 2010.
- Найкращий молодий гравець чемпіонату світу: 2010.
- Володар Трофею Браво: 2010.
- Найкращий бомбардир кубка Німеччини: 2009–10, 2013–14.
- Символічна збірна чемпіонату світу: 2014.
- Володар «Срібного м'яча» чемпіонату світу: 2014.
- Володар «Срібного бутса» чемпіонату світу: 2014.